# گاه‌شماری خوارزمی
گاهشماری خوارزمی، یکی از گاهشماری‌های رایج طی قرون میانه در آسیای مرکزی بود که ابوریحان بیرونی در کتاب آثارالباقیه خود به آن اشاره کرده‌است. اهالی خوارزم در آپسال(=اول سال)ها و آپماه(=اول ماه) با سغدیان یکسان و با ایرانیان دربارهٔ آنها یکسان نیستند. سبب همین امر، آغازگر تابستان نزد آنها، آغاز ناوسارچی باشد؛ و جشن‌هایی در آن وجود دارد که آنها را به دوره پیش از اسلام اطلاق می‌دادند بدین سبب این جشن‌ها را با شکوه برگزار می‌کردند. همچنین تصور می‌کردند که خدا، آنها را به بزرگداشت این جشن‌ها فرمان داده‌است. آنان روزهایی دیگر داشتند که از آنها استفاده می‌کردند که از پیشینیان خود گرفته‌اند. اکنون از زرتشتیان آنان، چیزی جز تفکرات باقی نمانده، که این هم از مرزهای آن کیش عبور نکرده؛ تنها به شناخت برون دیدهای آن، بدون هیچ جستجویی از حقایق و معانی آن، بسنده و کفایت کرده‌است. چنان‌که تنها جشن‌های آن با شناخت دوری آنها از هم و نه در جایگاه‌های آنها __ که منسوب به ماهاست __ برگزار گردیده‌است. اما روزهاشان و جشن‌های آنان که وابستگی به دین ایشان ندارد، به این شکل است:

## ماهای خوارزمی
| ردیف | ماه          | معادل    | توضیحات | ارجاع  |
| ---- | ------------ | -------- | --- | ------ |
| ۱    | ناوسارچی     | فروردین  | نخستین روز از این ماه سرسال و همان «روز نو» است. | [ ۲ ]  |
| ۲    | اردوشت       | اردیبهشت | دربارهٔ این ماه چیزی ذکر نکرده‌اند. | [ ۳ ]  |
| ۳    | هروداد       | خرداد    | نخستین روز از این ماه «ارغاسوان» نامیده می‌شود و این روز پیش از اسلام زمان سخت شدن گرما بود؛ از این رو گویند که آن در اصل «اریجهاس چووان» است که ترجمه اش: بیرون خواهد آمدن از جامه، یعنی اینکه، زمان لخت و برهنه شدن است. | [ ۴ ]  |
| ۴    | چیری         | تیر      | روز پانزدهم از این ماه «اجغار» نامیده شود که تفسیرش:آتش فروزان و زبانه آن است؛ و در گذشته آغاز گاهی بوده که در آن-از جهت دگرگونی هوا در پاییز-نیاز به افروختن آتش باشد؛ آنگاه به کشت گندم پاییز آغاز کرده شود. | [ ۵ ]  |
| ۵    | همداذ        | مرداد    | از این ماه چیزی یاد نکرده‌اند. | [ ۶ ]  |
| ۶    | اخشریوری     | شهریور   | نخستین روز از این ماه «فغبریه» نامیده شود، و گویند که آن در اصل «فغدیه» است. یه معنای برو نرفت شاه، چون شاهان خوارزم در چنین گاهی برای واپراکنی گرما و روی آوردن سرما آوری سرما بیرون می‌رفتند؛ پس زمستان را بیرون از سر پناه به سر می‌بردند، که هم ترکان «غزی» را از مرزهاشان برانند، و اطراف کشورشان را در برابر آنها پشتداری نمایند. | [ ۷ ]  |
| ۷    | اومسری       | مهر      | نخستین روز از این ماه «ازداکند خوار» است که تفسیرش:روز خوردن نان پیه دار باشد؛ و ایشان در آن روز از سرما به لانه‌های خود پناه می‌بردند، و برای خوردن نان پرواری پیرامون آتشگاه‌ها گرد می‌آمدند. روز سیزدهم این ماه جشن «چیری روج» است که آن را همچون «مهرگان» ایرانیان بزرگ می‌دارند. هم چنین روز بیست و یکم این ماه جشنی است که «رام روج» می‌نامند. | [ ۸ ]  |
| ۸    | پاناخن       | آبان     | دربارهٔ این ماه چیزی یادنکردند. | [ ۹ ]  |
| ۹    | ادو          | آذر      | نیز دربارهٔ این ماه چیزی یاد نکرده‌اند. | [ ۱۰ ] |
| ۱۰   | ریمژد        | دی       | روز پانزدهم این ماه نیمخب نامیده شود، وگویند که آن «مینچ اخیب» باشد. پس بر اساس زبانزد شدن بسیار، از باب سبک گفتن و کژتابی واژه چنان شده و معنای آن «شیب مینه» است، که برخی پندارند «مینه» نام یکی از دختران شاه یا مهتران شاه بوده؛ همانا مستانه در در جامه پرندین هنگام بهار از کاخ بیرون آمده؛ پس در آنجا خواب بر چشمش چیره گشته، سرمای شب او را زده و مرده‌است. مردم از اینکه سردی هوا-آن هم در چنان وقتی از فصل بهار-آدمی را هلاک کند در شگفت شده، پس آن رویداد را تاریخی برنهاد اند؛ هم از چیزی شگفت و بیرون از عادت، که نابهنگام باشد. همانا این روز(-ریمژد) از آن گاه تا همین زمان ما پیش افتاده، پس توده مردم آن را نیمگاه زمستان فرانهاده اند؛ و در آن و پیرامونش خوارزمیان دودها و بخارها و بویهای خوراکی بکار آورند، که برای راندن بلاهای دیوان و روح‌های بدسگال برنهاده اند؛ و این کاری بربایسته از باب دور اندیشی و پیشگیری است، هرگاه چیزی هم از سبب‌های روانی-یعنی افسونهاو دعاها و تعویذ ها-بدان افزوده شود؛ چیزهایی که دانشوران و حکیمان مانند جالینوس و جز او بدانها اقرار نموده چون خود تاثیرشان را دیده‌اند آنهارا روا دانسته‌اند. هم چنین، اگر در آنها اندکی هم از کارهای اخترانه-مانند گاه‌های آمادگی و گزیده‌ها با ریختمان یادگردیده از برای آنها-یاری جویی شود. دوراندیشی را بربایسته است که ما به کسانی توجه نکنیم، که بر بیهودگی و دروغدانی آن جز به ریشخند گرفتن و پوزخند زدن حجتی نمی‌آورد. | [ ۱۱ ] |
| ۱۱   | اخمن (وهومن) | بهمن     | دربارهٔ این ماه چیزی ذکر نکرده‌اند. | [ ۱۲ ] |
| ۱۲   | اسپندارمجی   | اسفند    | روز چهارم از این ماه «خیژ» نامیده شود و معنایش «فراخاستن» است. روز دهم از این ماه ایشان را جشنی است که «وخشتکام» نامند؛ و «وخش» همانا نام فرشته گماشته بر آب بویژه بر رود «آمویه (جیحون)» است. روز بیستم از این ماه که «اینجه» نامیده شود، معنایش:خانه‌های نزدیک نزدیک بهم است. | [ ۱۳ ] |

## اعیاد خوارزمی
پس از ماه‌ها، خوارزمیان جشن‌هایی دارند، که در حال‌های دینشان به آنها نیازمند هستند، که شش جشن است:
1. بیخجارید؛ اول جشن است که روز پانزدهم از ناوسارجی است، تودگان آن را «ناوسارجکانیک» می‌شناسند.[۱۴]
2. میث سخن رید؛ روز یکم از چیری است، و نیز جاورذمینیک نیز خوانده-یعنی قرعی که «اجغار مینیک» نیز گویند-با افزودن به اجغار، زیرا پانزده روز پیش از آن است.[۱۵]
3. مذیان رید؛ روز پانزدهم از همداد است، و نیز «انجمرذکانیک» خوانده شود.[۱۶]
4. میت زرمی رید؛ روز پانزدهم از اومری است، و نیز «چیروچکانیک» خوانده شود.[۱۷]
5. کجدزنکانیک؛ نخستین روز از «ریمژد» است.[۱۸]
6. ارثمی(-ن) رید؛ آن را به «ارثمیر(-ن) دکانیک هم می‌شناسند که نخستین روز از «اخمن» است.[۱۹]